# Горішнє Войводино
Горішнє Войво́дино (болг. Горно Войводино) — село в Хасковській області Болгарії. Входить до складу общини Хасково.

## Населення
За даними перепису населення 2011 року у селі проживали 177 осіб.
Національний склад населення села:
| Національність   | Кількість осіб | Відсоток |
| ---------------- | -------------- | -------- |
| цигани           | 79             | 44,9%    |
| турки            | 69             | 39,2%    |
| болгари          | 28             | 15,9%    |
| інша             | 0              | 0%       |
| не визначились   | 0              | 0%       |
| Всього відповіли | 176            |          |

Розподіл населення за віком у 2011 році:
Динаміка населення: